# Płoska (obwód czerniowiecki)
Płoska (ukr. Плоска) – wieś na Ukrainie, w obwodzie czerniowieckim, w rejonie wyżnickim, w hromadzie Selatyn. W 2001 liczyła 827 mieszkańców, spośród których 1565 wskazało jako ojczysty język ukraiński, 4 rosyjski, 3 mołdawski, a 1 inny.